# Пітер Вестбрук
Пітер Вестбрук (16 квітня 1952 , Сент-Луїс, Міссурі  — 29 листопада 2024 , Мангеттен, Нью-Йорк ) — американський фехтувальник на шаблях, бронзовий призер Олімпійських ігор 1984 року.

## Виступи на Олімпіадах
| Олімпіада         | Дисципліна          | Місце |
| ----------------- | ------------------- | ----- |
| Монреаль 1976     | індивідуальна шабля | 13    |
| Монреаль 1976     | командна шабля      | 7     |
| Лос-Анджелес 1984 | індивідуальна шабля | 3     |
| Лос-Анджелес 1984 | командна шабля      | 6     |
| Сеул 1988         | індивідуальна шабля | 20    |
| Сеул 1988         | командна шабля      | 7     |
| Барселона 1992    | командна шабля      | 9     |
| Атланта 1996      | індивідуальна шабля | 37    |
| Атланта 1996      | командна шабля      | 9     |